# 22-я танковая бригада
22-я танковая бригада — воинская часть РККА в Великой Отечественной войне. Бригада была сформирована в октябре 1941 года.

## История формирования бригады
22-ю танковую бригаду формировали ускоренными темпами - со 2 по 11 октября 1941 года.
Бригада формировалась в Московской области по штатам № 010/75 — 010/83 и 010/87 от 13 сентября 1941 года.

### Перечень частей входящих в состав танковой бригады
- Управление бригады формировалась по штату № 010/75 от 13 сентября 1941 года в количестве 54 человек[2]
- Рота управления формировалась по штату № 010/76 от 13 сентября 1941 года в количестве 175 человек[2]
- Разведывательная рота формировалась по штату № 010/77 от 13 сентября 1941 года в количестве 107 человек[2]
- 22-й танковый полк формировался по штату № 010/87 от 13 сентября 1941 года в количестве 422 человек[2]
  - 31-й отдельный танковый батальон, 17 мая 1942 года переформирован в 1-й танковый батальон
  - 140-й отдельный танковый батальон, 18 февраля 1942 года переформирован во 2-й танковый батальон
- Мотострелково-пулемётный батальон формировался по штату № 010/79 от 13 сентября 1941 года в количестве 422 человек[2] (ком.: капитан Букетов Георгий Романович) в/ч 49801
- Зенитный дивизион
- Ремонтно-восстановительная рота формировалась по штату № 010/81 от 13 сентября 1941 года в количестве 91 человек[2]
- Автотранспортная рота формировалась по штату № 010/82 от 13 сентября 1941 года в количестве 62 человек[2]
- Медико-санитарный взвод формировался по штату № 010/83 от 13 сентября 1941 года в количестве 28 человек[2]

В мае 1942 года в состав бригады включили 33-й отдельный танковый батальон.

### Полное название
22-я танковая Краснознамённая бригада

## Боевой путь бригады
В составе 5-й, 16-й и с 8 января 1942 20-й Армий Западного фронта участвовала в Московской битве.
С мая 1942 года включена в состав 6-го танкового корпуса и воевала в составе корпуса до конца войны.
См. также о боевом пути бригады в составе корпуса

### Подчинение
- Московский военный округ — на 01.10.1941 года
- Западный фронт, фронтовое подчинение — на 01.11.1941
- Западный фронт, 16-я армия — ноябрь 1941 года
- Западный фронт, 20-я армия — на 1 января 1942 года
- Московский военный округ, укомплектование — на 01.04.1942 года
- 6-й танковый корпус

## Укомплектованность
- на 16 октября 1941 года — 61 танк, в том числе: 29 Т-34 и 32 лёгких танка.
- на 28 октября 1941 года — 38 танков, в том числе: 16 Т-34, 8 БТ, 14 Т-40.
- на 16 ноября 1941 года — 18 танков; в том числе: 18 лёгких.

## Командный состав бригады

### Командиры бригады
- подполковник Ермаков, Иван Прохорович (со 2 октября 1941 года по 15 октября 1942 года), тяжело ранен.
- подполковник, затем полковник Веденичев, Нил Григорьевич

## Награды бригады
| Награда                | Дата | За что получена |
| ---------------------- | --- | --- |
| Орден Красного Знамени | награждена указом Президиума Верховного Совета СССР от 10 февраля 1943 года «О награждении орденами войсковых частей и соединений Красной Армии» | за образцовое выполнение боевых заданий командования на фронте борьбы с немецкими захватчиками и проявленные при этом доблесть и мужество |

## Отличившиеся воины бригады
- Савостьянов, Сергей Иванович, младший лейтенант, стрелок мотострелкового пулемётного батальона.
- Мельник, Иван Тереньтевич, сержант, командир отделения автоматчиков Мотострелкового пулеметного батальона.